# سووکوویتسه (شهرستان وادوویتسه)
سووکوویتسه (به لهستانی:  Sułkowice) یک روستا در لهستان است که در گمینا اندرخوو واقع شده‌است. سووکوویتسه ۴٬۸۳۵ نفر جمعیت دارد.